# Administrativní dělení Francie
Francie se skládá z 18 regionů. Ty jsou dále děleny do 101 departementů , které jsou očíslovány (podle pořadí v abecedě), což má následně význam např. pro směrovací čísla nebo poznávací značky aut.
Departmenty se dále rozdělují do arrondisementů, do kterých se nevolí žádné zastupitelstvo, ale mají pouze smysl pro zařazení a administraci. Arrondisementy se člení na 2054 kantonů, ale ty opět slouží jen k administraci a rozdělení voličů. Poslední článek tvoří obce, kterých je ve Francii 36 658 (stav v roce 2015). Obce jsou samosprávné s voleným zastupitelstvem (obecní rada).

## Regiony ve Francii
13 regionů leží v evropské části Francie (France métropolitaine), jeden z nich - Korsika (Corse) má zvláštní status collectivité territoriale, a zbylých pět je tvořeno vždy jen jedním departmentem a bývají tak označovány jako zámořské departementy a regiony (Départements et régions d'outre-mer, zkratka DOM-ROM).
| Kód dle INSEE | Název                      | Populace [obyvatel] rok 2013 | Rozloha [km²] | Hustota obyd. [obyv./km²] | Geodata (OSM) |
| ------------- | -------------------------- | ---------------------------- | ------------- | ------------------------- | ------------- |
| 01            | Guadeloupe                 | 402 119                      | 1 703         | 236                       | OSM, WMF      |
| 03            | Guyana                     | 244 118                      | 83 534        | 3                         | OSM, WMF      |
| 02            | Martinik                   | 385 551                      | 1 128         | 342                       | OSM, WMF      |
| 04            | Réunion                    | 835 103                      | 2 504         | 334                       | OSM, WMF      |
| 06            | Mayotte                    | 217 091                      | 376           | 577                       | OSM, WMF      |
| 11            | Île-de-France              | 11 959 807                   | 12 012        | 996                       | OSM, WMF      |
| 53            | Bretaň                     | 3 258 707                    | 27 208        | 120                       | OSM, WMF      |
| 24            | Centre-Val de Loire        | 2 570 548                    | 39 151        | 66                        | OSM, WMF      |
| 27            | Burgundsko-Franche-Comté   | 2 819 783                    | 47 784        | 59                        | OSM, WMF      |
| 28            | Normandie                  | 3 328 364                    | 29 906        | 111                       | OSM, WMF      |
| 32            | Hauts-de-France            | 5 987 883                    | 31 813        | 188                       | OSM, WMF      |
| 44            | Grand Est                  | 5 552 388                    | 57 433        | 97                        | OSM, WMF      |
| 52            | Pays de la Loire           | 3 660 852                    | 32 082        | 114                       | OSM, WMF      |
| 75            | Nová Akvitánie             | 5 844 177                    | 84 061        | 70                        | OSM, WMF      |
| 76            | Okcitánie                  | 5 683 878                    | 72 724        | 78                        | OSM, WMF      |
| 86            | Auvergne-Rhône-Alpes       | 7 757 595                    | 69 711        | 111                       | OSM, WMF      |
| 93            | Provence-Alpes-Côte d'Azur | 4 953 675                    | 31 400        | 158                       | OSM, WMF      |
| 94            | Korsika                    | 320 208                      | 8 680         | 37                        | OSM, WMF      |

## Zámořská území

Zámořská území Francie

Kromě kontinentální pevniny se Francie skládá z dalších zámořských území. Ty jsou označovány jako Départements d'outre-mer - Territoires d'outre-mer, zkratka DOM-TOM.
Zámořská území (s výjimkou Nové Kaledonie) jsou plnohodnotnou součástí Republiky Francie, nicméně některá mají zvláštni postavení v rámci EU. Území v Pacifiku nadále používají frank jako svou měnu, i když byla v Evropě nahrazena eurem. Polynéský frank má však kurs vázán na euro.
Tato území mají různé formy sounáležitosti s Francií. Rozlišuje se 5 různých statusů:
- Zámořský departement a region: zkratka DOM-ROM, jsou plně integrovanou součástí Francie.
  - Réunion
  - Martinik
  - Francouzská Guyana
  - Guadeloupe
  - Mayotte
- Zámořské společenství: zkratka COM, má jiné postavení než DOM-ROM, ale je hodně podobné funkci departementu.
  - Wallis a Futuna
  - Francouzská Polynésie
  - Saint Pierre a Miquelon
  - Svatý Martin
  - Svatý Bartoloměj
- Společenství sui generis je obdobou Zámořských společenství, ale má vyšší stupeň autonomnosti a volnější svazek s Francií
  - Nová Kaledonie
- Zámořské teritorium je speciální status, který mají pouze Francouzská jižní a antarktická území, zkratka TAAF
- Soukromé vlastnictví státu je řízeno přímo hlavou státu- prezidentem, ten ale může jmenovat svého zástupce, kterého pověří správou tohoto území
  - Clippertonův ostrov